# Kvernsund (Schiff)
Die Kvernsund ist eine ehemalige Fähre der norwegischen Reederei Norled. Ende 2022 wurde das Schiff an die niederländische Reederei Redwise Maritime Services verkauft und in Astron W umbenannt.

## Geschichte
Das Schiff wurde 2014 unter der Baunummer 22 auf der türkischen Werft Sefine Shipyard gebaut. Die Fähre ist die einzige des vom norwegischen Schiffsarchitekturbüro LMG Marin entworfenen Typs LMG 25-RP.
Die Fähre wurde am 11. November 2014 abgeliefert. Bei der für die Fährverbindung zwischen den Inseln Bjarkøya, Sandsøya und Grytøya vorgesehene Fähre zeigten sich mehrere Probleme. So war die Heckrampe zu breit für den Anleger auf Bjarkøya und das Bugstrahlruder für die Strömungsverhältnisse zu schwach motorisiert. Weiterhin war das Schiff zu hoch, um eine neue Brücke zwischen Grytøya und Sandsøya unterqueren zu können.
Infolge der Eröffnung der aus einer Kombination von Dämmen und Brückenbauwerken zur Querung des Sandsøysunds zwischen Grytøy und Sandsøy und eines Tunnels unter dem Kvernsund zwischen Grytøya und Bjarkøya bestehenden festen Querung zwischen den Inseln im Dezember 2018 wurde die Fährverbindung eingestellt.
2019 verkehrte die Fähre über den Malangsfjord zwischen Brensholmen und Botnhamn.
Ende 2022 wurde die Fähre an die niederländische Reederei Redwise Maritime Services verkauft. Das in Astron W umbenannte Schiff wurde unter die Flagge von St. Vincent und die Grenadinen gebracht.

## Technische Daten
Das Schiff wird von einem Caterpillar-Dieselmotor des Typs C32 mit 746 kW Leistung angetrieben. Der Motor wirkt über ein Untersetzungsgetriebe auf einen Verstellpropeller. Das Schiff war zunächst mit einem Bugstrahlruder mit 110 kW Leistung ausgestattet. Später wurde ein zweites Bugstrahlruder mit 212 kW Leistung nachgerüstet. Für die Stromerzeugung stehen zwei von Caterpillar-Dieselmotoren des Typs C4.4 mit jeweils 86 kW Leistung angetriebene Generatoren zur Verfügung. Weiterhin wurde ein Notgenerator verbaut, der von einem Perkins-Dieselmotor mit 26 kW Leistung angetrieben wird.
Die Fähre verfügt über ein durchlaufendes Fahrzeugdeck. Am Bug befindet sich ein nach oben aufklappbares Bugvisier. Das Fahrzeugdeck ist teilweise von den Decksaufbauten überbaut. Die nutzbare Durchfahrtshöhe beträgt im mittleren Bereich 4,50 m und an den Seiten jeweils 2,45 m. Die maximale Achslast auf dem Fahrzeugdeck beträgt 13 t. In den Decksaufbauten sind unter anderem die Aufenthaltsräume für die Passagiere untergebracht. Davor befindet sich die Brücke des Schiffes.
Auf dem Fahrzeugdeck können 25 Pkw befördert werden. Die Passagierkapazität ist mit 90 Personen angegeben.